# Imécourt
Imécourt è un comune francese di 43 abitanti situato nel dipartimento delle Ardenne nella regione del Grand Est.

## Storia

### Simboli
La banda d'argento bordata di nero su fondo azzurro riprende il blasone dei De Vassinhac d'Imécourt che furono signori di Imécourt; la spada è attributo di san Vittore; Vulcano, dio romano del fuoco e dei vulcani simbolizza le antiche fornaci; il covone rappresenta l'agricoltura.

## Società

### Evoluzione demografica
Abitanti censiti